# Most Królewski w Krakowie
Most Królewski (Pons Regalis, most Stradomski) – dawniej istniejący most na nieistniejącej już odnodze Wisły w Krakowie. Łączył on Stradom z Kazimierzem, znajdował się w miejscu dzisiejszych Plant Dietlowskich u wylotu ulic Stradomskiej i Krakowskiej. Miał konstrukcję drewnianą. Mianem most Królewski określano także całe przedmieście Stradom. Pozostałości mostu odkryte zostały podczas prac budowlanych w 2019 roku.

## Historia
Most powstał jako przeprawa przez wytyczone w XIII wieku nowe koryto Wisły. Wraz z pierwotnym korytem (nazwanym później Zakazimierką) utworzyło ono bowiem wyspę, na której w 1335 r. król Kazimierz III Wielki założył miasto Kazimierz. Rozwój miasta niejako wymusił budowę mostu łączącego je z Wawelem. Zmiana głównego koryta Wisły oznaczała utratę znaczenia wcześniejszego przewozu pod Skałką. Zaszła natomiast konieczność budowy nowego traktu wiodącego do Bramy Grodzkiej pod Wawelem przez Wisłę na południe, w stronę Wieliczki (gdzie na początku XIV wieku znacznie wzrosła produkcja soli w związku z budową nowych szybów), Myślenic i dalej ku Węgrom.
Most był cały moszczony drewnem lub brukowany, zaś teren wyrównano nasypami.
Most zniszczyła powódź 26 sierpnia 1813 r. Wówczas Wisła zalała Stradom, Kazimierz i Podgórze, zrywając również most Karola. Była to największa powódź, jaką odnotowały kroniki miejskie Krakowa. Most Stradomski został odbudowany według projektu Augusta Plasqude w latach 1824–1827 głównie z budulca pozyskanego ze zburzonej Bramy Grodzkiej. Posiadał murowane przyczółki i środkowy filar oraz 2 drewniane przęsła. Ozdobiono go żelazną balustradą oraz dwiema latarniami, dzięki czemu budził zachwyt wśród mieszkańców Krakowa.
W latach 1878–1880 postanowiono zasypać koryto Wisły przebiegające wzdłuż dzisiejszych Plant Dietlowskich, co spowodowało likwidację znajdującego się tam mostu Stradomskiego, stanowiącego do wtedy najważniejszą przeprawę w mieście.
W czerwcu 2019 podczas remontu drogi na ulicy Dietla natrafiono na pozostałości mostu.

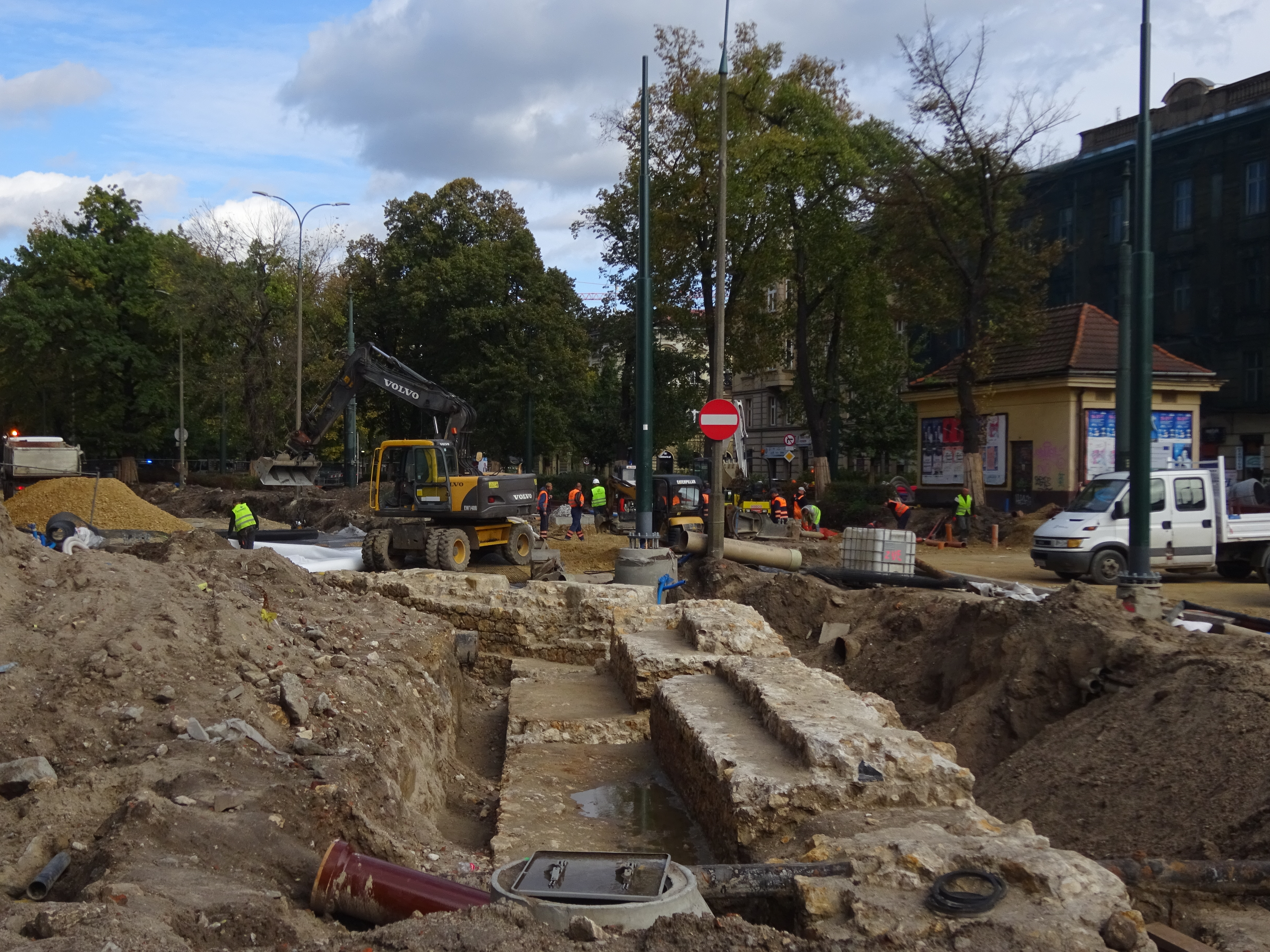
Pozostałości zachodniego przyczółka mostu (od strony Stradomia), wyeksponowane podczas remontu skrzyżowania ulicy Dietla, Stradomskiej i Krakowskiej, październik 2019.
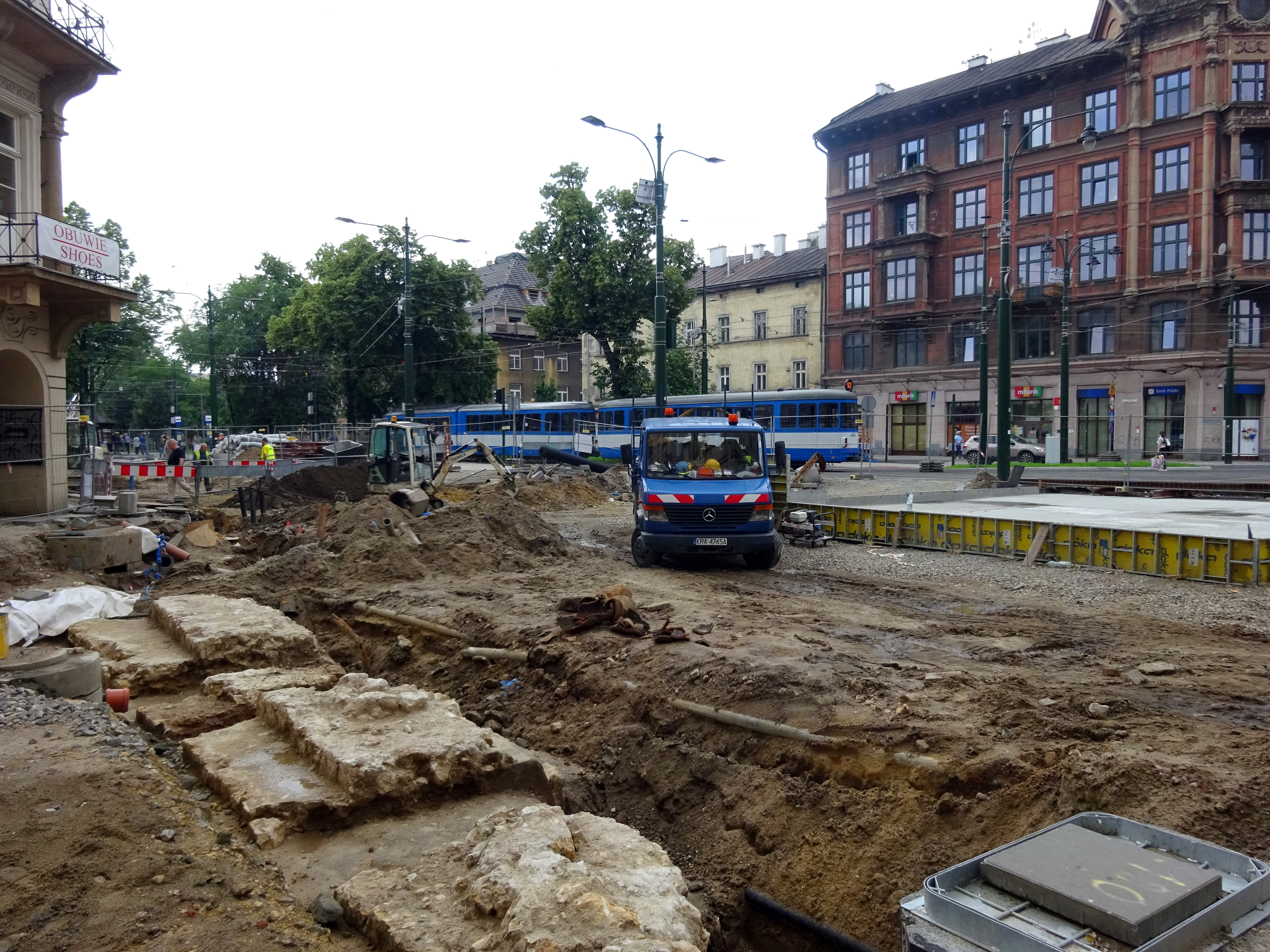
Pozostałości wschodniego przyczółka mostu (od strony Kazimierza), wyeksponowane podczas remontu skrzyżowania ulicy Dietla, Stradomskiej i Krakowskiej, czerwiec 2020.